# Dead Can Dance
Dead Can Dance byla australská hudební skupina tvořená dvojicí kontraalt, Lisa Gerrard a baryton, Brendan Perry. Byla založena v australském Melbourne v roce 1981 a existovala do roku 1998, kdy došlo k rozchodu členů skupiny. Dočasně bylo společné působení Lisy Gerrard a Brendana Perryho obnoveno v roce 2005 kvůli turné v Evropě a USA. Kapela se reformovala v roce 2011 a následující rok vydala album Anastasis. V roce 2018 vydali nové album s názvem Dionysus, a v roce 2022 absolvovali evropské turné, než se o rok později znovu rozpadli. Je poměrně těžké Dead Can Dance jednoznačně zařadit do nějakého hudebního žánru, protože jejich styl je mimořádně osobitý. Rané období může spojeno se stylem darkwave, od alba The Serpent's Egg se více inspirují starými hudebními formami z celého světa, a proto bývá jejich styl označován za neoklasický, éterický či za temnou world music. Výrazný charakter tvorby je dán i stylem zpěvu Lisy Gerrard, která používá vokály starých a zaniklých jazyků (tzv. glosolálie).

## Historie skupiny
Brendan Perry v roce 1981 opustil hudební skupinu Marching Girls a s Lisou Gerrard v Melbourne založil skupinu Dead Can Dance. Původně tuto skupinu ještě tvořili bubeník Simon Monroe (také z Marching Girls) a baskytarista Paul Erikson. V roce 1982 se skupina přestěhovala do Londýna, Simon Monroe však zůstal v Austrálii. Na prvních nahrávkách a koncertech na bicí hrál Peter Ulrich, krátce na to se do Austrálie vrátil i Paul Erikson a ze skupiny se stalo pouhé duo Brendana Perryho a Lisy Gerrard.
První album (nesoucí název skupiny) vydali v únoru 1984 u alternativního rockového vydavatelství 4AD. Postupně se stali jednou z nejdůležitějších kapel tohoto vydavatelství. Po 17 letech společné tvorby se dvojice v roce 1998 rozešla, Lisa Gerrard se vrátila do Austrálie a Brendan Perry se přestěhoval do Irska. Zde koupil starý kostelík Quivvy Church, kde žije a pracuje. Pouze dočasně se sešli v roce 2005 při velkém evropském a americkém koncertním turné.
Po albu Spiritchaser plánovali vytvořit ještě další společné album, avšak před jeho realizací došlo k jejich rozchodu. Z připravovaného alba byla nahrána jen jedna skladba „The Lotus Eaters“, jelikož nedošlo k dokončení alba, skladba vyšla na kompilacích Dead Can Dance (1981-1998) a Wake. V létě 2008 vydavatelství 4AD vydalo limitovaný box set remasterované albové diskografie na hybridních SACD. Přestože skupina rozhodně neobnovila svoji existenci, jednalo se o dlouho očekávaný audiofilský počin. Disky splňují všechny požadavky pro náročný poslech. V roce 2012 vydali album Anastasis, ke kterému zrealizovali koncertní šňůru. Podobný scénář se opakuje i v roce 2019, kdy budou mít více koncertů, spojené s novým albem Dionysus (vydané v roce 2018), přičemž zavítají i do Prahy, a to 24. června 2019.

## Název
Název „Dead Can Dance“ znamená přivést k životu něco, co je mrtvé nebo již nepoužívané. Hudební nástroje, které skupina používala byly buď historické, zapomenuté, nebo neatraktivní pro většinu ostatních hudebníků. Další význam názvu spočívá v myšlence vdechnutí života něčemu neživému, k tomu Brendan Perry řekl:
Na obalu alba (tj. prvního stejnojmenného alba skupiny) je rituální maska z Nové Guiney, která má vizuálně interpretovat význam názvu „Dead Can Dance“. Maska je mrtvá, neboť již není živoucí součástí stromu jako původně, ale díky umění svého tvůrce byla naplněná vlastní životní sílou. Pokud někdo chce pochopit, proč jsme si vybrali svůj název, musí přemýšlet o transformaci neživého v živoucí… Přemýšlet o procesech změn života ze smrti a smrti v život. Tolik lidí nepochopilo související symboliku a domnívalo se, že musíme být nějaké „morbidní gotické existence“.

## Diskografie
Všechny uvedené nahrávky vyšly ve vydavatelství 4AD. Dále existuje mnoho neoficiálních nahrávek koncertů, které byly načerno pořízeny během celé doby působení skupiny.

### Alba
- Dead Can Dance (1984)
- Spleen and Ideal (1985)
- Within the Realm of a Dying Sun (1987)
- The Serpent's Egg (1988)
- Aion (1990)
- Into the Labyrinth (1993)
- Toward the Within (1994)
- Spiritchaser (1996)
- Anastasis (2012)
- Dionysus (2018)

### EP
- Garden of the Arcane Delights (1984)

### Kompilace
- A Passage in Time (1991)
- Dead Can Dance (1981-1998) (2001)
- Wake (2003)
- Memento The Very Best of Dead Can Dance (2005)

### Živé nahrávky
- Dublin (10/03/2005) 2CD
- The Hague (12/03/2005) 2CD
- Paris (14/03/2005) 2CD
- Lille (16/03/2005) 2CD
- Brussels (17/03/2005) 2CD
- Madrid (21/03/2005) 2CD
- Barcelona (22/03/2005) 2CD
- Milan (24/03/2005) 2CD
- Cologne (26/03/2005) 2CD
- Munich (27/03/2005) 2CD
- London (06/04/2005) 2CD
- London (07/04/2005) 2CD
- Selections from Europe 2005, 2CD
- Seattle (17/09/2005) 2CD
- Seattle (18/09/2005) 2CD
- Toronto (01/10/2005) 2CD
- Montreal (02/10/2005) 2CD
- Montreal (04/10/2005) 2CD
- Boston (05/10/2005) 2CD
- Washington D.C. (10/10/2005) 2CD
- Chicago (12/10/2005) 2CD
- Chicago (12/10/2005) 3LP
- Selections from North America 2005, 2CD

Živé nahrávky byly vydány jako limitované edice ze série koncertů v roce 2005.

### Promo CD
- The Ubiquitous Mr. Lovegrove (CD promo)
- The Carnival Is Over (CD promo)
- American Dreaming (CD promo, edited live version)
- The Snake and the Moon (CD promo)
- Sambatiki (CD promo)

## Videografie
- Toward the Within (1994) – VHS
- Toward the Within (2004) – DVD